# Шиманец, Владимир Александрович

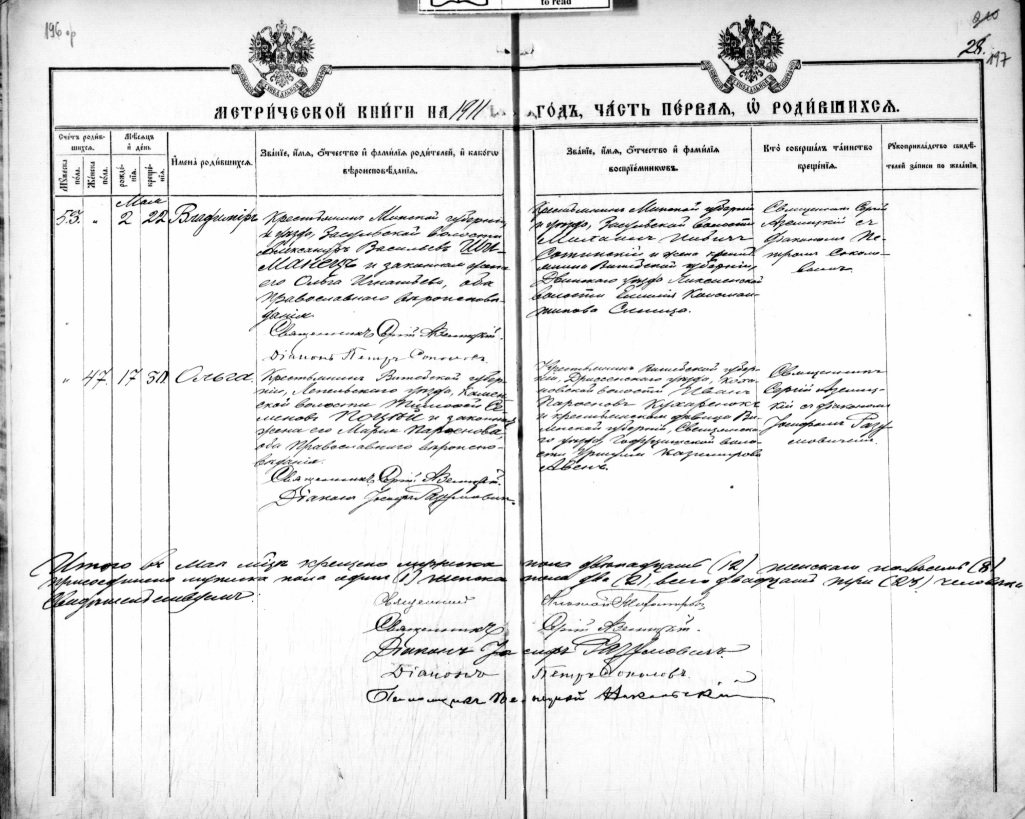
Метрическая запись о рождении и крещении Владимира Шиманца

Владимир Александрович Шиманец (бел. Уладзімер 
Аляксандравіч Шыманец, 15 мая 1911, Рига — 27 августа 1977) — белорусский общественный деятель, инженер и живописец. С 1943 по 1950-е занимал должность министра финансов БНР.

## Биография
Родился 15 мая 1911 года в Риге, где в то время работал его отец. В 1915 семья переехала в украинский город Днепр, и лишь в 1919 смогла вернуться в родную деревню отца Владимира Засулье.
В 1932 закончил Виленскую техническую школу. После окончания школы год прожил вместе с отцом, и лишь позже ему удалось найти работу в Столбцах. В 1935 году женился. В 1938 переехал в Брест.
В 1939 обосновался в Барановичах, работал заместителем начальника электростанции. После прихода советских войск в Польшу арестован. 22 февраля 1941 осуждён на 5 лет трудовых лагерей. После начала Великой Отечественной войны бежал, работал учителем в Барановичах. Публиковал статьи про архитектуру и искусство.
С 1944 с семьёй в эмиграции. Сначала жил в Копенгагене, где основал Общество белорусов Дании, в 1948 переехал во Францию. Вступил в Раду БНР, некоторое время занимал пост министра финансов БНР.
Был автором проектов почтовых марок БНР. Участвовал в художественных выставках в Сартрувиле, Версале и Париже, в 1970-х организовал персональную выставку в Нью-Йорке.
Умер 27 августа 1977 года в Сартрувиле. Был похоронен там же.

## Семья
С 1935 года женат на Эвелина Шиманец. Имел двоих детей: дочь Ивонку — восьмого председателя Рады БНР в эмиграции и сына Леона.
Внучка — Паулина — канадская и американская художница и музыкант.